# تايلر بوب
تايلر بوب (بالإنجليزية: Tyler Pope)‏ هو عازف قيثارة وموسيقي أمريكي، ولد في 1977.

## وصلات خارجية
- تايلر بوب على موقع IMDb (الإنجليزية)
- تايلر بوب على موقع ميوزك برينز (الإنجليزية)
- تايلر بوب على موقع أول ميوزيك (الإنجليزية)
- تايلر بوب على موقع ديسكوغز (الإنجليزية)
- تايلر بوب على موقع قاعدة بيانات الفيلم (الإنجليزية)